# Rue des Carmes (Nancy)
Pour les articles homonymes, voir Rue des Carmes.
La rue des Carmes est une voie située au sein du centre-ville de la commune française de Nancy.

## Situation et accès
La voie, d'une direction générale nord-sud, est placée au sein de la Ville-neuve, et appartient administrativement au quartier Charles III - Centre Ville. Elle débute à son extrémité septentrionale rue Stanislas, croise les rues Gambetta, Dom-Calmet et du Lycée, avant d'aboutir rue Saint-Jean. La voie est parallèle à la rue de la Visitation, ainsi qu'à la rue Saint-Dizier.

## Origine du nom
Elle porte ce nom en souvenir du monastère des Grands Carmes, qui occupait tout l'espace compris entre les rues Saint-Dizier, Gambetta, Carmes et Dom-Calmet.

## Historique
Cette voie est créée avec la Ville-Neuve de Charles III et appelée d'abord « seconde grande rue », puis en 1591, « rue de la Grande-Église », puis « rue des Églises », « rue de l'Église », « rue des Carmes » en 1728, « rue de Franklin » en 1791 et depuis 1814, « rue des Carmes ».

## Bâtiments remarquables et lieux de mémoire
- n°46 immeuble construit en 1908 par l’architecte Louis Déon